# Championnat d'Équateur de football 1961
Navigation
Saison précédente Saison suivante
La saison 1961 du Championnat d'Équateur de football est la 3e édition du championnat de première division en Équateur. Les quatre meilleurs clubs du championnat Guayaquil ainsi que les quatre meilleures formations du championnat Interandinos se retrouvent au sein d'une poule unique où ils affrontent deux fois au cours de la saison, à domicile et à l'extérieur, les clubs issus de l'autre championnat que le leur.
C'est le Club Sport Emelec qui termine en tête du classement du championnat cette saison, avec un seul point d'avance sur le Club Sport Patria et deux sur le Club Deportivo Everest. C'est le 2e titre de champion de l'histoire du club.

## Les clubs participants
| - Guayaquil : - Barcelona Sporting Club - Champion - Club Sport Emelec - Vice-champion - Club Deportivo Everest - Club Sport Patria | - Interandinos : - LDU Quito - Champion - Sociedad Deportivo España - Vice-champion - Deportivo Quito - Club Social y Deportivo Macará |

## Compétition

### Classement
Le barème utilisé pour établir le classement est le suivant :
- Victoire : 2 points
- Match nul : 1 point
- Défaite : 0 point

| Rang | Équipe                         | Pts | J | G | N | P | Bp | Bc | Diff |
| ---- | ------------------------------ | --- | - | - | - | - | -- | -- | ---- |
| 1    | Club Sport Emelec              | 10  | 8 | 3 | 4 | 1 | 15 | 12 | +3   |
| 2    | Club Sport Patria              | 9   | 8 | 4 | 1 | 3 | 17 | 14 | +3   |
| 3    | Club Deportivo Everest         | 8   | 8 | 4 | 0 | 4 | 22 | 13 | +9   |
| 4    | LDU Quito                      | 8   | 8 | 4 | 0 | 4 | 15 | 11 | +4   |
| 5    | Deportivo Quito                | 8   | 8 | 3 | 2 | 3 | 13 | 19 | -6   |
| 6    | Barcelona Sporting Club T      | 7   | 8 | 3 | 1 | 4 | 12 | 13 | -1   |
| 7    | Sociedad Deportivo España      | 7   | 8 | 2 | 3 | 3 | 7  | 12 | -5   |
| 8    | Club Social y Deportivo Macará | 7   | 8 | 3 | 1 | 4 | 17 | 24 | -7   |

|  | Qualification pour la Copa Libertadores 1962 |

### Matchs
| Résultats (▼dom., ►ext.)       | BAR | EME | EVE | PAT  | QUI | ESP | LDQ | MAC |
| Barcelona Sporting Club        |     |     |     |      | 0-1 | 4-0 | 1-0 | 2-3 |
| Club Sport Emelec              |     |     |     |      | 3-3 | 1-1 | 1-0 | 4-4 |
| Club Deportivo Everest         |     |     |     |      | 6-1 | 2-1 | 2-1 | 7-1 |
| Club Sport Patria              |     |     |     |      | 1-1 | 4-0 | 2-1 | 3-1 |
| Deportivo Quito                | 3-2 | 3-5 | 1-0 | 0-21 |     |     |     |     |
| Socedad Deportiva España       | 0-0 | 0-0 | 1-0 | 4-1  |     |     |     |     |
| LDU Quito                      | 4-0 | 1-0 | 5-4 | 3-1  |     |     |     |     |
| Club Social y Deportivo Macará | 2-3 | 0-1 | 2-1 | 4-3  |     |     |     |     |

## Bilan de la saison
| Championnat d'Équateur de football 1961 |                              |
| Champion                                | Club Sport Emelec (2e titre) |
| Qualifications continentales            |                              |
| Copa Libertadores 1962                  | Club Sport Emelec            |
| Promotions et relégations               |                              |
| Promus en Primera División              | Aucun                        |
| Relégués en Segunda División            | Aucun                        |